# Laboulbeniales
Die Laboulbeniales sind eine Ordnung der Schlauchpilze. Sie leben parasitisch vor allem auf Wasserinsekten und anderen Gliederfüßern. Der Name rührt von der Gattung Laboulbenia her, die zu Ehren des französischen Arztes und Entomologen Joseph Alexandre Laboulbène (1825–1898) so benannt wurde.

## Merkmale und Lebensweise
Die Laboulbeniales haben reduzierte Thalli. Der Aufbau des Askokarp ist dennoch streng fixiert. Die Parasiten dringen mit einem kurzen Fuß in den Panzer der Insekten ein.

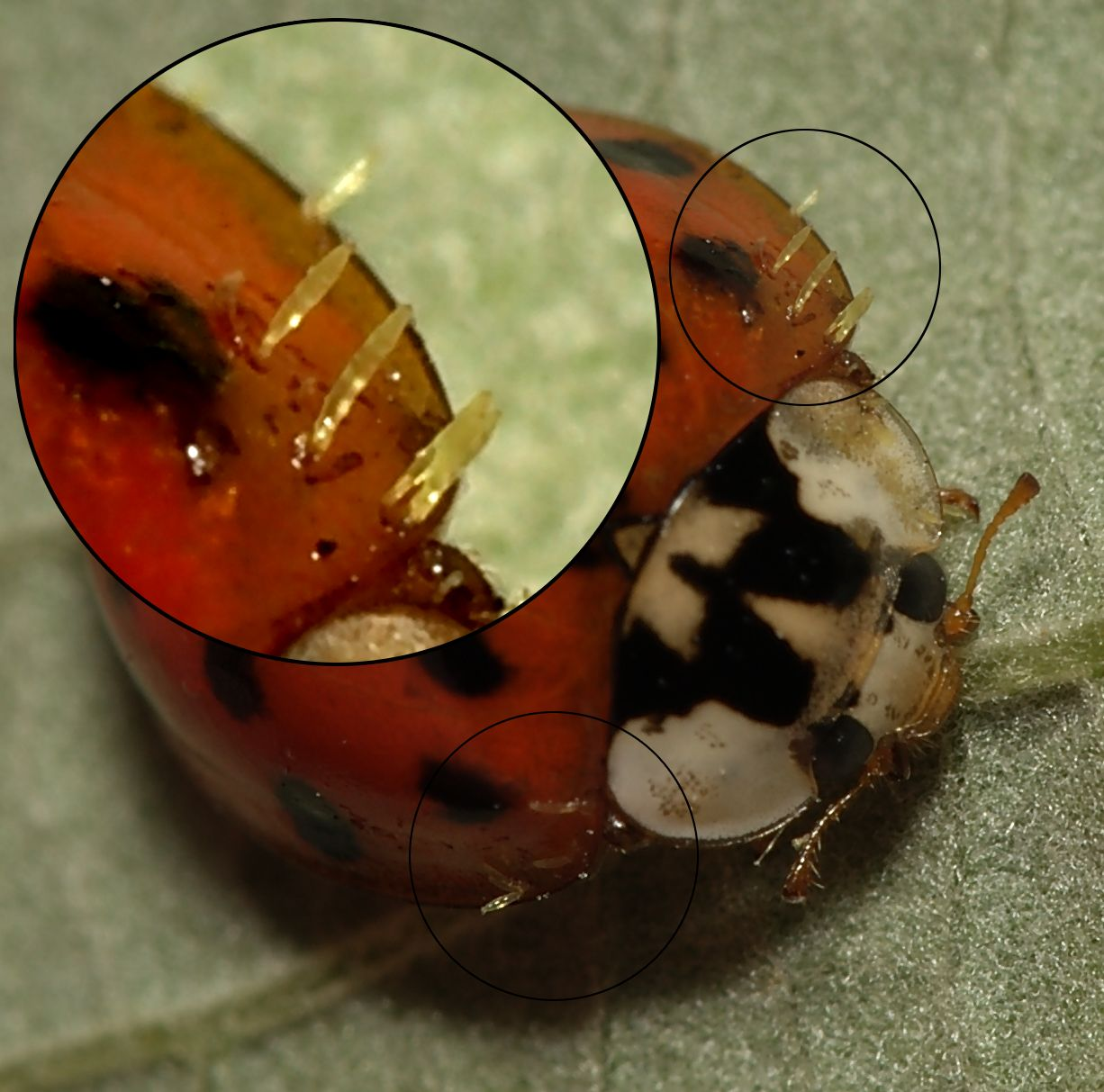
Asiatischer Marienkäfer (Harmonia axyridis) infiziert mit Hesperomyces harmoniae

In einem Perithecium entstehen die Ascogone mit Trichogyne. Die Befruchtung erfolgt durch Spermatien. Diese werden in flaschenförmigen Spermatangien gebildet. Es bilden sich dünnwandige Asci. Die Ascosporen sind ein- oder zweizellig. Zwischen Infektion des Wirts und der Reife der Sporen liegen 10 bis 20 Tage.

## Systematik
Zur Ordnung gehören rund 1500 Arten, von denen viele stark wirtsspezifisch sind. Es gibt vier Familien:
- Ceratomycetaceae mit 12 Gattungen
- Euceratomycetaceae mit 5 Gattungen
- Laboulbeniaceae mit 125 Gattungen, darunter Laboulbenia[5][6]
- Teratomyceteae mit der Gattung Teratomyces

Die früher zur Ordnung gezählte Familie Herpomycetaceae mit einziger Gattung Herpomyces bildet seit 2019 eine eigene Ordnung, die Herpomycetales.